# Maria Lundqvist
Annika Maria Lundqvist (født 14. oktober 1963 i Göteborg) er en svensk skuespillerinde og komiker. Hun studerede på Högskolan för scen och musik vid Göteborgs universitet og har siden været aktiv på forskellige teatre, herunder Dramaten i Stockholm.
Lundqvist har vundet to Guldbagge-priser i henholdsvis 2006 og 2009.

## Privatliv
Lundqvist har fire børn, en af dem er skuespilleren Anton Lundqvist.

## Udvalgt filmografi
- En dag på stranden (kortfilm, 1993)
- Rena rama Rolf (tv-serie, 1994)
- Polisen och pyromanen (tv-serie, 1996)
- Monopol (1996)
- Svensson, Svensson - Filmen (1997)
- Søen (1999)
- Sally (tv-serie, 1999)
- Før stormen (2000)
- Nedtælling (2001)
- Paradiset (2003)
- Äideistä parhain (2005)
- Heartbreak Hotel (2006)
- Laban, det lille spøgelse (animeret tv-serie, 2006-2009)
- Himlens hjerte (2008)
- De ufrivillige (2008)
- Maria Larssons evige øjeblik (2008)
- Englegård - alle gode gange 3 (2010)
- 30 grader i februar (tv-serie, 2012-2016)
- Medicinen (2014)
- En forbandet god jul (2015)
- Bryllup, begravelse og dåb (tv-serie, 2019-2020)
- Bryllup, begravelse og dåb - filmen (2021)